# Hyophila bartramiana
Hyophila bartramiana là một loài rêu trong họ Pottiaceae. Loài này được Steere mô tả khoa học đầu tiên năm 1935.